# Lazarus Röting
Lazarus Röting (* 1549 in Nürnberg; † 3. Dezember 1614 ebenda) war ein deutscher Maler und Sohn des Magisters Michael Röting.

## Leben und Tod
1549 wurde Lazarus Röting als 14. Kind des Lehrers und Weggefährten Martin Luthers und Philipp Melanchthons – Michael Roting – und dessen Ehefrau Katharina, geb. Leysens, in Nürnberg geboren. Er war stark körperlich behindert und lebte sehr zurückgezogen. Sein Vater unterrichtete ihn unter anderem in lateinischer und griechischer Sprache, Theologie, Astronomie und Arithmetik. Während seines Studiums verschiedener Naturwissenschaften beschäftigte er sich auch mit der Malerei – in diesem Bereich war er absoluter Autodidakt. Lazarus Röting starb am 3. Dezember 1614 unverheiratet in seiner Heimatstadt Nürnberg.

## Theatrum Naturae
Das Theatrum Naturae aus dem Jahre 1615 des Renaissance-Malers Lazarus Roeting und seinem Neffen Michael Rötenbeck (1568–1623) ist eine seltene und wertvolle Sammlung von Tiermalereien und Naturstudien aus dem frühen 17. Jahrhundert. Für Zoologen ist dieses Buch von hohem Interesse, weil die Malerei vor allem die Fauna von Nürnberg und Umgebung während der Lebenszeit des Malers Lazarus Rötings zeigen. Hier finden sich zahlreiche Tierabbildungen, insbesondere Vögel, als detailgetreue Zeichnungen. Zwischen Enten, Finken und Sperlingen aus der fränkischen Umgebung mischen sich auch fantasievolle Fabelwesen und exotische Tiere.
Seit 1906 ist das Theatrum Naturae im Besitz des Museum für Naturkunde (Berlin) und ist das älteste Sammlungsstück des Museums. Der naturkundliche Bildatlas gehört mit den originalen Aquarellen und Zeichnungen Lazarus Rötings zu den wertvollsten Objekten des Naturkundemuseums.
Albrecht Dürer, in dessen Werk Die vier Apostel die Abbildung des Petrus große Ähnlichkeit mit Lazarus’ Vater Michael Roting aufweist, wird im Vorwort zum Theatrum Naturae als „mutum Praeceptorem“, also als stiller Lehrer Lazarus Rötings bezeichnet.

## Werke
Aus der Wissenschaftliche Sammlungen der Humboldt-Universität zu Berlin:
- Haarmensch, Theatrum naturae, Blatt 74
- Waldkauz, Theatrum naturae, Blatt 127
- Plötze und Westgroppe, Theatrum naturae, Blatt 460
- Junge Mausohren, Theatrum naturae, Blatt 133
- Grindwal, Theatrum naturae, Blatt 493